# سیارک ۲۴۹۶۹
سیارک ۲۴۹۶۹ (به انگلیسی: 24969 Lucafini، نامگذاری:1998CD2) بیست و چهار هزار و نهصد و شصت و نهمین سیارک کشف شده‌است که در ۱۳ فوریه ۱۹۹۸ کشف شد.
قدر مطلق سیارک برابر ۲۰.۴ است.